# Bois-Guilbert
Pour les articles homonymes, voir Bois (communes) et Guilbert.
Bois-Guilbert est une commune française située dans le département de la Seine-Maritime en région Normandie.

## Géographie

### Localisation

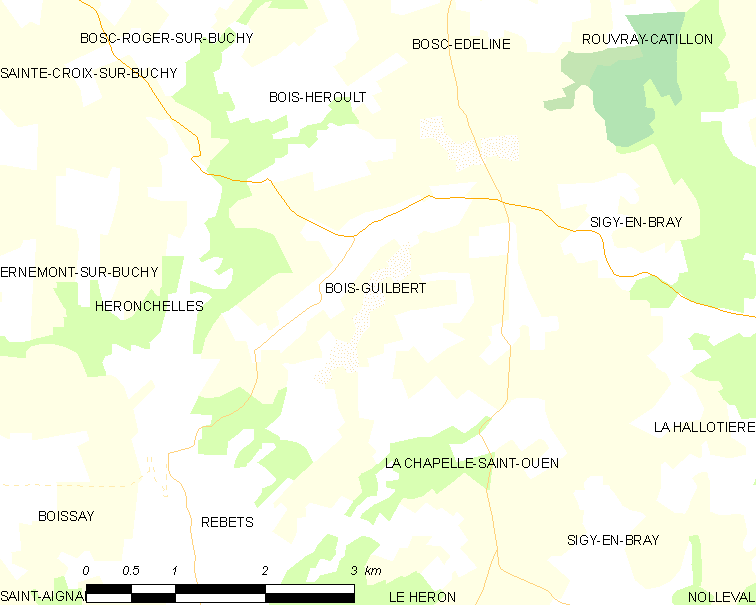
Carte de la commune.

|              | Bois-Héroult  |                        |
| Héronchelles | Bois-Guilbert | Sigy-en-Bray           |
| Rebets       |               | La Chapelle-Saint-Ouen |

### Hydrographie
La commune est située dans le bassin Seine-Normandie. Elle n'est drainée par aucun cours d'eau,.

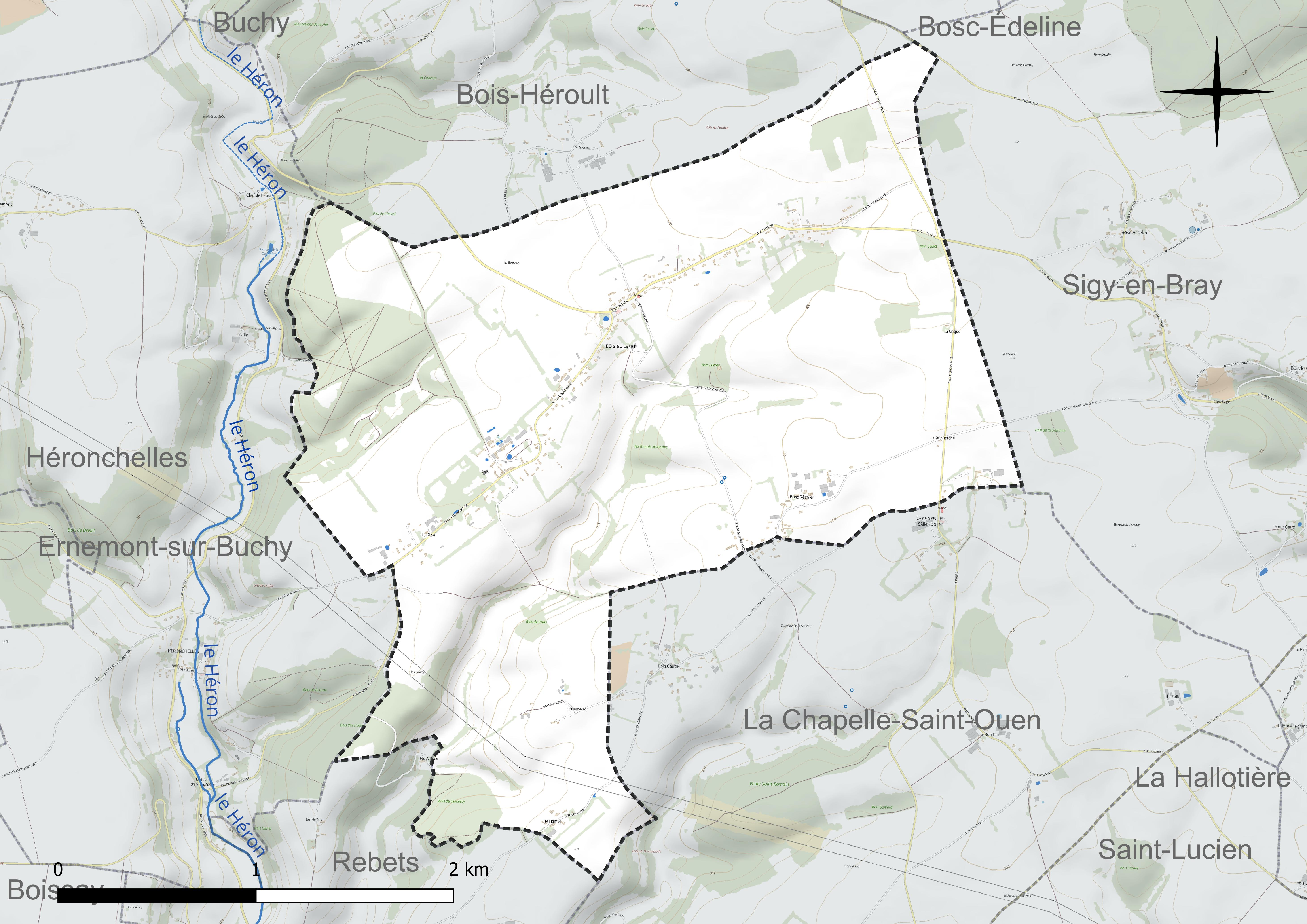
Réseau hydrographique de Bois-Guilbert.

### Climat
Pour des articles plus généraux, voir Climat de la Normandie et Climat de la Seine-Maritime.
En 2010, le climat de la commune est de type climat océanique dégradé des plaines du Centre et du Nord, selon une étude du CNRS s'appuyant sur une série de données couvrant la période 1971-2000. En 2020, Météo-France publie une typologie des climats de la France métropolitaine dans laquelle la commune est exposée à un climat océanique et est dans la région climatique Côtes de la Manche orientale, caractérisée par un faible ensoleillement (1 550 h/an) ; forte humidité de l’air (plus de 20 h/jour avec humidité relative > 80 % en hiver), vents forts fréquents. Parallèlement le GIEC normand, un groupe régional d’experts sur le climat, différencie quant à lui, dans une étude de 2020, trois grands types de climats pour la région Normandie, nuancés à une échelle plus fine par les facteurs géographiques locaux. La commune est, selon ce zonage, exposée à un « climat contrasté des collines », correspondant au Pays de Bray, bien arrosé et frais.
Pour la période 1971-2000, la température annuelle moyenne est de 9,8 °C, avec une amplitude thermique annuelle de 14,3 °C. Le cumul annuel moyen de précipitations est de 871 mm, avec 13,2 jours de précipitations en janvier et 8,8 jours en juillet. Pour la période 1991-2020, la température moyenne annuelle observée sur la station météorologique la plus proche, située sur la commune de Forges-les-Eaux à 12 km à vol d'oiseau, est de 10,7 °C et le cumul annuel moyen de précipitations est de 860,1 mm,. Pour l'avenir, les paramètres climatiques de la commune estimés pour 2050 selon différents scénarios d’émission de gaz à effet de serre sont consultables sur un site dédié publié par Météo-France en novembre 2022.

## Urbanisme

### Typologie
Au 1er janvier 2024, Bois-Guilbert est catégorisée commune rurale à habitat dispersé, selon la nouvelle grille communale de densité à sept niveaux définie par l'Insee en 2022.
Elle est située hors unité urbaine. Par ailleurs la commune fait partie de l'aire d'attraction de Rouen, dont elle est une commune de la couronne,. Cette aire, qui regroupe 317 communes, est catégorisée dans les aires de 200 000 à moins de 700 000 habitants,.

### Occupation des sols
L'occupation des sols de la commune, telle qu'elle ressort de la base de données européenne d’occupation biophysique des sols Corine Land Cover (CLC), est marquée par l'importance des territoires agricoles (89,7 % en 2018), une proportion identique à celle de 1990 (89,7 %). La répartition détaillée en 2018 est la suivante : 
terres arables (50 %), prairies (24,9 %), zones agricoles hétérogènes (14,8 %), forêts (10,3 %). L'évolution de l’occupation des sols de la commune et de ses infrastructures peut être observée sur les différentes représentations cartographiques du territoire : la carte de Cassini (XVIIIe siècle), la carte d'état-major (1820-1866) et les cartes ou photos aériennes de l'IGN pour la période actuelle (1950 à aujourd'hui).

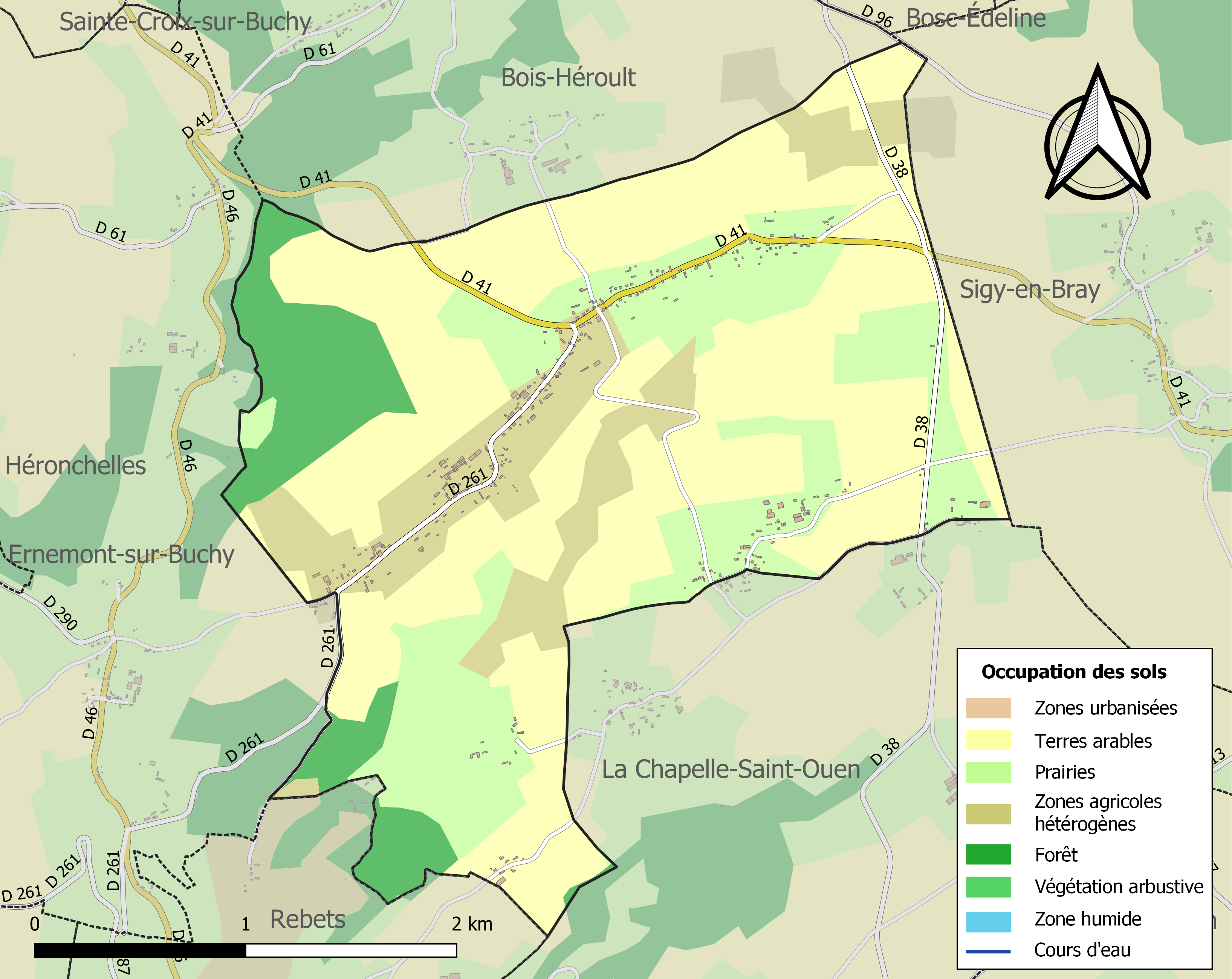
Carte des infrastructures et de l'occupation des sols de la commune en 2018 (CLC).

## Toponymie
Le nom de la localité est attesté sous la forme Boscum Giliberti vers 1210.

## Politique et administration
| Période                                  | Période                    | Identité                  | Étiquette | Qualité                                                             |
| ---------------------------------------- | -------------------------- | ------------------------- | --------- | ------------------------------------------------------------------- |
| Les données manquantes sont à compléter. |                            |                           |           |                                                                     |
| 1884                                     |                            | Aubert                    |           |                                                                     |
| 1901                                     | 1908                       | Théodule Augustin Desobry |           | Instituteur                                                         |
| 1939                                     |                            | Bavent                    |           |                                                                     |
| 1940                                     |                            | Étienne Hurtrel d'Arboval |           |                                                                     |
| Les données manquantes sont à compléter. |                            |                           |           |                                                                     |
| mars 1977                                | 2014                       | Bernard Delange           |           |                                                                     |
| 2014                                     | juillet 2020               | Daniel Barbier            |           |                                                                     |
| juillet 2020                             | En cours (au 10 août 2020) | Bruno Boucher             |           | Responsable du département logistique à la CPAM Rouen-Elbeuf-Dieppe |

## Population et société

### Démographie
L'évolution du nombre d'habitants est connue à travers les recensements de la population effectués dans la commune depuis 1793. Pour les communes de moins de 10 000 habitants, une enquête de recensement portant sur toute la population est réalisée tous les cinq ans, les populations de référence des années intermédiaires étant quant à elles estimées par interpolation ou extrapolation. Pour la commune, le premier recensement exhaustif entrant dans le cadre du nouveau dispositif a été réalisé en 2004.

En 2022, la commune comptait 290 habitants, en évolution de −9,37 % par rapport à 2016 (Seine-Maritime : +0,35 %, France hors Mayotte : +2,11 %).
| 1793 | 1800 | 1806 | 1821 | 1831 | 1836 | 1841 | 1846 | 1851 |
| ---- | ---- | ---- | ---- | ---- | ---- | ---- | ---- | ---- |
| 334  | 370  | 318  | 313  | 322  | 325  | 329  | 304  | 300  |

| 1856 | 1861 | 1866 | 1872 | 1876 | 1881 | 1886 | 1891 | 1896 |
| ---- | ---- | ---- | ---- | ---- | ---- | ---- | ---- | ---- |
| 311  | 285  | 298  | 269  | 287  | 271  | 270  | 258  | 247  |

| 1901 | 1906 | 1911 | 1921 | 1926 | 1931 | 1936 | 1946 | 1954 |
| ---- | ---- | ---- | ---- | ---- | ---- | ---- | ---- | ---- |
| 221  | 268  | 249  | 225  | 223  | 239  | 239  | 289  | 269  |

| 1962 | 1968 | 1975 | 1982 | 1990 | 1999 | 2004 | 2006 | 2009 |
| ---- | ---- | ---- | ---- | ---- | ---- | ---- | ---- | ---- |
| 227  | 215  | 187  | 166  | 172  | 185  | 192  | 206  | 269  |

| 2014 | 2019 | 2022 | - | - | - | - | - | - |
| ---- | ---- | ---- | - | - | - | - | - | - |
| 303  | 299  | 290  | - | - | - | - | - | - |

## Culture locale et patrimoine

### Lieux et monuments
- Église Saint-Pierre, dont les parties les plus anciennes du chevet remontent au XIIIe siècle[22]. Elle a été restaurée de 1866 à 1877. Le clocher est du XVIe siècle[23].
- Château XVIIIe siècle avec parc (Jardin des sculptures)  Jardin remarquable  et chapelle du XVIIe siècle[24].

### Personnalités liées à la commune
- Pierre Le Pesant de Boisguilbert, écrivain et économiste.
- Jean-Marc de Pas, sculpteur.